# Mithila

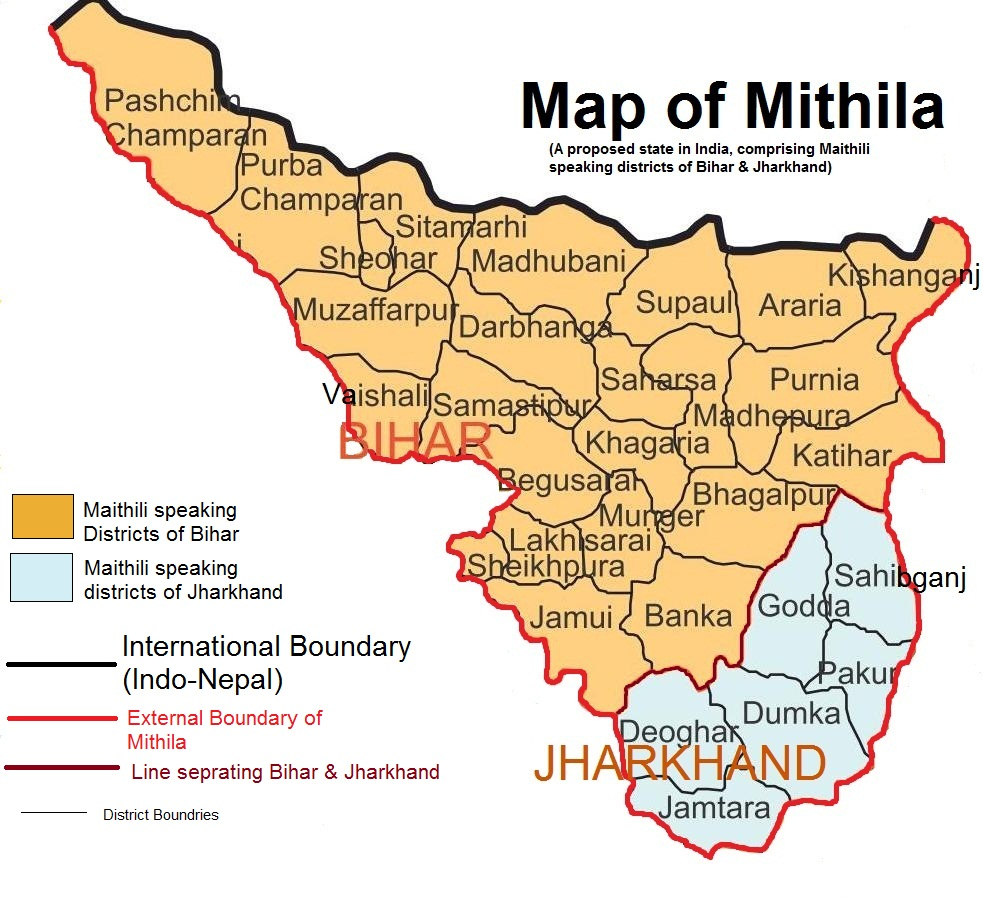
Karte des vorgeschlagenen Bundesstaates Mithila und seiner Distrikte

Mithila (Sanskrit: मिथिला Mithilā f.) war eine antike Stadt in Nordindien und die Hauptstadt des historischen Königreiches Videha beim heutigen Tirhut in nördlichen Bihar. Die historische Stadt Mithila wird mit dem heutigen Janakpur in Nepal, an der Grenze zu Indien, identifiziert.

## Geschichte

### Mythische Geschichte
Das sagenhafte Königshaus von Mithila leitete sich von Nimi ab, einem Sohn des mythischen Königs Ikshvaku und ist somit ein Zweig der Sonnendynastie. Der bekannteste epische König von Mithila war Janaka der Vater von Sita, der Frau von Rama. Allerdings kennt die Überlieferung mehrere mythische Könige namens Janaka von Mithila.

### Frühgeschichte
Nach dem Tode des Königs Karala Janaka im 6. Jahrhundert v. Chr. wurde Mithila zu einer Republik und wurde bald darauf Mitglied der Konföderation von Vaishali / Licchavi.
Spätestens im 3. Jahrhundert v. Chr. kam Mithila unter die Herrschaft benachbarter Könige und stand später unter den mächtigen Dynastien wie die Nanda, Maurya oder Gupta. Im 1. Jahrhundert stand Mithila unter die Herrschaft von Kushan.

### Mittelalter
1097 wurde Mithila wieder unabhängige Königstadt unter König Nanyadeva. Dessen Nachkommen, die Karnata-Dynastie, herrschten bis 1324 in Mithila. Ihnen folgte bis 1526 die Oinwar-Dynastie. Im Mittelalter war Mithila ein bedeutendes Bildungszentrum, wo nicht nur Literatur in Sanskrit, sondern auch in der örtlichen Sprache, dem Maithili verfasst wurde. Mithila gilt als wichtiges Zentrum der Nyaya-Schule.

### Neuzeit
Nach dem Tode des letzten Oinwar-Königs Lakshminath Deva im Jahre 1526 fiel das Land für 30 Jahre in eine Anarchie, bis im Jahre 1556 Mahesh Thakur zum König von Mithila gewählt wurde, dem Begründer der Khandwala-Dynastie. Diese herrschte bis zur Unabhängigkeit Indiens im Jahre 1947 in Mithila.

## Berühmte Personen aus Mithila
- Vachaspati Mishra (9./10. Jh.)
- Gangesha Upadhyaya (12. Jh.): Begründer der Navya-Nyaya-Schule.
- Jyotirishvar Thakur (1290–1350): frühester Maithili-Dichter
- Vidyapati (14. Jh.): bekanntester Maithili-Dichter